# Winter World University Games 2025/Skibergsteigen
Bei den Winter World University Games 2025 wurden 5 Wettkämpfe im Skibergsteigen ausgetragen.

## Bilanz

### Medaillenspiegel
| Platz  | Land        | 00 | 00 | 00 | Gesamt |
| ------ | ----------- | -- | -- | -- | ------ |
| 1      | Frankreich  | 4  | 1  | 1  | 6      |
| 2      | Deutschland | 1  | 1  | 2  | 4      |
| 3      | Spanien     | –  | 3  | 1  | 4      |
| 4      | Italien     | –  | –  | 1  | 1      |
| Gesamt | Gesamt      | 5  | 5  | 5  | 15     |

### Medaillengewinner

#### Männer
| Disziplin     | Gold        | Silber              | Bronze              |
| ------------- | ----------- | ------------------- | ------------------- |
| Sprint        | Finn Hösch  | Pablo Giner         | Felix Gramelsberger |
| Vertical Race | Rémi Cantan | Felix Gramelsberger | Eliott Robin-Saje   |

#### Frauen
| Disziplin     | Gold           | Silber        | Bronze      |
| ------------- | -------------- | ------------- | ----------- |
| Sprint        | Margot Ravinel | María Ordóñez | Ares Torra  |
| Vertical Race | Margot Ravinel | María Ordóñez | Noemi Junod |

#### Mixed
| Disziplin | Gold                                 | Silber                          | Bronze                               |
| --------- | ------------------------------------ | ------------------------------- | ------------------------------------ |
| Staffel   | FrankreichMargot Ravinel Pablo Giner | SpanienMaría Ordóñez Marc Radua | DeutschlandSophia Weßling Finn Hösch |